# Maurice Herzog
Maurice Herzog (15. ledna 1919 Lyon – 13. prosince 2012 Neuilly-sur-Seine) byl francouzský horolezec a politik. Jako první člověk vystoupil 3. června 1950 na horu Annapurnu spolu s Louisem Lachenalem. Jednalo se o vůbec první výstup na horu vyšší než 8000 m n. m. Annapurna poté nebyla zdolána dalších 20 let až do roku 1970, kdy její severní a jižní stěnu vylezly dvě britské expedice. Výstup Herzoga a Lachenala byl však vykoupen mnoha zdravotními problémy. Oba utrpěli těžké omrzliny, Herzog během sestupu dokonce ztratil rukavici, přišel proto o všechny prsty na rukou. V roce 1951 vydal o expedici na Annapurnu knihu. V letech 1958–1963 byl francouzským ministrem mládeže a tělovýchovy, později starostou Chamonix-Mont-Blanc.